# Tomas Danilevičius
Tomas Danilevičius est un footballeur international lituanien né le 18 juillet 1978 à Klaipėda en RSS de Lituanie (Union soviétique). Il est président à la Fédération de Lituanie de football depuis 2017.
Il est le meilleur buteur de l'histoire de l'équipe de Lituanie avec 19 buts.

## International
- Il dispute 72 matchs (19 buts) pour l'équipe de Lituanie
- Il a marqué le but du match nul entre l'équipe d'Italie et la Lituanie le 2 septembre 2006 à Naples pour les éliminatoires de l'Euro 2008. L'équipe d'Italie sortait de son Mondial victorieux en Allemagne.